# Gerda Christian
Gerda Christian, de naixement Gerda Daranowski i de nom de guerra «Dara», (Berlín, 13 de desembre de 1913 - Düsseldorf, 14 d'abril de 1997) va ser una de les secretaries privades d'Adolf Hitler durant la Segona Guerra Mundial.

## Biografia
Nascuda Margarida Daranowski, i anomenada "Dara", va començar a treballar per a Hitler el 1937 després dels que les seves secretaries Johanna Wolf i Christa Schröder s'havien queixat de tenir massa feina. Hitler va dubtar dels informes. Ell no volia veure una cara nova al seu lloc sagrat. Finalment va cedir i va contractar a Margarida Daranowski.

### Segona Guerra Mundial
Primer es va casar amb el xofer de Hitler, Erich Kempka, i després del seu divorci, amb l'oficial de la Luftwaffe Eckhard Christian al febrer de 1943. Va ser reemplaçada per Traudl Junge, però va tornar a entrar al seu servei. Fou un dels ocupants del Führerbunker al final de la guerra, Cristian van tractar d'escapar de Berlín l'1 de maig de 1945, juntament amb un nombrós grup integrat per la secretaria Else Krüger, Traudl Junge, etc. El grup, amagat en un soterrani, va ser capturat pels soviètics en el matí del 2 de maig.
Gerda Christian va ser presumptament violada per soldats de l'Exèrcit Roig al bosc, a prop de Berlín.

### Després de la guerra
Després de la guerra, va viure a Düsseldorf, on va treballar a l'Hotel Eden. Era amiga de Werner Naumann, exsecretari d'Estat en el ministeri de propaganda del Tercer Reich i un líder d'un grup neonazi de postguerra. Ella va morir de càncer a Düsseldorf el 1997, als 83 anys.

### Cinema
Ha estat interpretada per les actrius següents en produccions de cinema i televisió:
- Sheila Gish a la pel·lícula britànica de 1973 The Last Ten Days.
- Mitzi Rogers a la producció de televisió britànica de 1973 The death of Hitler.
- Birgit Minichmayr a la pel·lícula alemanya de 2004 L'enfonsament.[1]